# In Case You Didn’t Feel like Showing Up
| Оценки критиков  | Оценки критиков |
| Источник         | Оценка          |
| ---------------- | --------------- |
| Allmusic         | [ 1 ]           |
| Rolling Stone    | [ 2 ]           |
| Robert Christgau | (A−)            |

In Case You Didn't Feel Like Showing Up — концертный альбом (перформанс) индастриал-метал группы Ministry. Был выпущен 4 сентября 1990 года.

## Видео
Группа выступает за сетчатым ограждением во избежание проникновения фанатов к своим кумирам. Приглашенные музыканты — Джелло Биафра из (Dead Kennedys) и Нивек Огр из (Skinny Puppy). Джелло расхаживает по сцене с американским флагом, Нивек выполняет роль бэк-вокалиста и подыгрывает на клавишных и других музыкальных инструментах. Концерт начинается с текстурированной игры двух барабанщиков, непосредственно переходящей в «Breathe». После исполненной «Stigmata» на сцену выходит Джелло Биафра и читает свою собственную Клятву верности флагу США. Группа возвращается на бис и исполняет «The Land of Rape and Honey». Джелло остается на сцене и жестикулирует — поочередно сосет большой палец и использует приветствие нацистов.

## Список композиций
| №  | Название         | Длительность |
| -- | ---------------- | ------------ |
| 1. | «The Missing»    | 3:35         |
| 2. | «Deity»          | 3:38         |
| 3. | «So What»        | 11:29        |
| 4. | «Burning Inside» | 6:23         |
| 5. | «Thieves»        | 5:09         |
| 6. | «Stigmata»       | 9:31         |

## Участники записи
Музыканты
- Эл Йоргенсен — вокал, электрогитара (треки 1, 2, 4, 5), клавишные (трек 3), продюсер, арт-директор;
- Пол Баркер[англ.] — бас-гитара, клавишные («The Land of Rape and Honey»), продюсер;
- Уильям Рифлин и Мартин Аткинс — ударные;
- Крис Коннелли[англ.] — клавишные, вокал (трек 3);
- Майк Скачча[англ.], Терри Робертс и Уильям Такер[англ.] — электрогитары;
- Нивек Огр — клавишные (трек 3), гитара, вокал (5 и «The Land of Rape and Honey»);
- Джо Келли — бэк-вокал (5);
- Джелло Биафра — Клятва верности флагу США (только на видео).

Дополнительный персонал
- Джефф Ньюэлл — звукорежиссёр;
- «Friskie», «Linus» и «Ex-Con» — помощники звукорежиссёра;
- Ким Эссели — обложка;
- Том Реччион и Дирк Уолтер — дизайн.